# Pekka Parikka
Pekka Parikka (2 mai 1939 à Helsinki - 21 mars 1997 à Helsinki) est un réalisateur de cinéma finlandais.

## Filmographie
- 1988 : Pohjanmaa
- 1989 : Talvisota
- 1996 : Maigret, un épisode - Maigret en Finlande

## Distinctions
Il reçoit deux prix Jussi (les Oscars finlandais) deux années de suite avec Pohjanmaa en 1989 et Talvisota en 1990.
Il présente Talvisota en sélection officielle en compétition à la Berlinale 1990.